# All or Nothing (Small Faces)
All or Nothing è un brano musicale del gruppo rock britannico Small Faces composto da Steve Marriott e Ronnie Lane, pubblicato su singolo il 5 agosto 1966 in Gran Bretagna.
Il 45 giri raggiunse la vetta della Official Singles Chart il 15 settembre 1966, a due settimane dall'uscita.
Inoltre, la canzone fu un grosso successo sia nei Paesi Bassi, dove raggiunse la seconda posizione in classifica, che in Irlanda, dove arrivò fino alla terza posizione.

## Il brano
Secondo quanto raccontato da Kay Marriott, la madre di Steve Marriott, Steve scrisse il brano ispirandosi alla rottura con la fidanzata Sue Oliver, sebbene la sua prima moglie Jenny Rylance abbia dichiarato che Marriott le aveva invece detto che la canzone parlava della sua separazione da Rod Stewart. Entrambe le affermazioni, sebbene in contrasto, sembrano essere corrette.
La traccia venne incisa agli IBC Studios di Portland Place, Londra, e fu inclusa nell'album From the Beginning. Una versione dal vivo è presente nell'album postumo BBC Sessions (1999).
A seguito della morte di Marriott nel rogo del suo appartamento nel 1991, la canzone venne suonata durante la sua funzione funebre.

## Formazione
Small Faces
- Steve Marriott – voce solista e cori, chitarra elettrica
- Ronnie Lane – basso, cori
- Ian McLagan – organo Hammond, cori
- Kenney Jones – batteria

## Cover
La canzone è stata reinterpretata dalla band hard rock UFO come bonus track inserita nell'album No Heavy Petting. Il gruppo punk X reinterpretò All or Nothing sull'album Ain't Love Grand! del 1985.